# Palmbräu

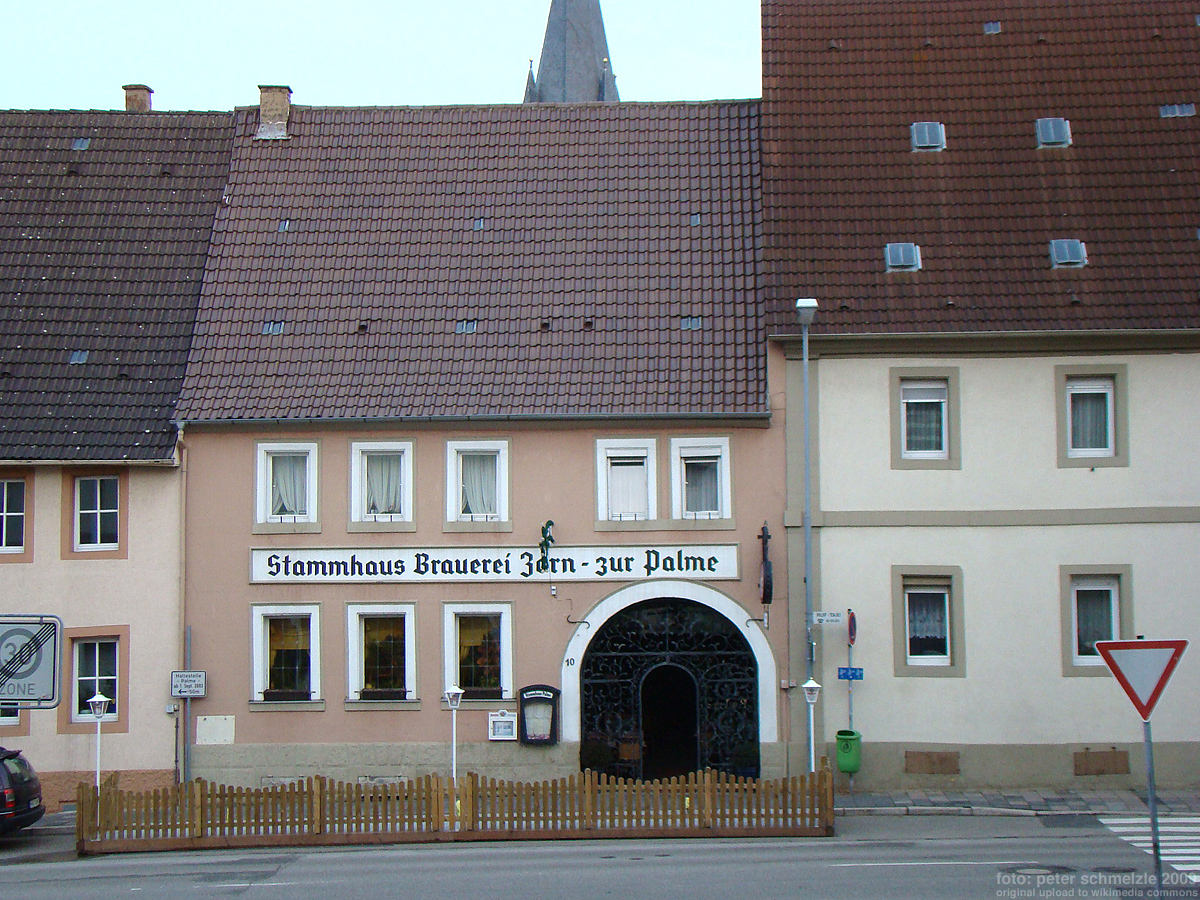
Stammhaus an der Rappenauer Straße in Eppingen

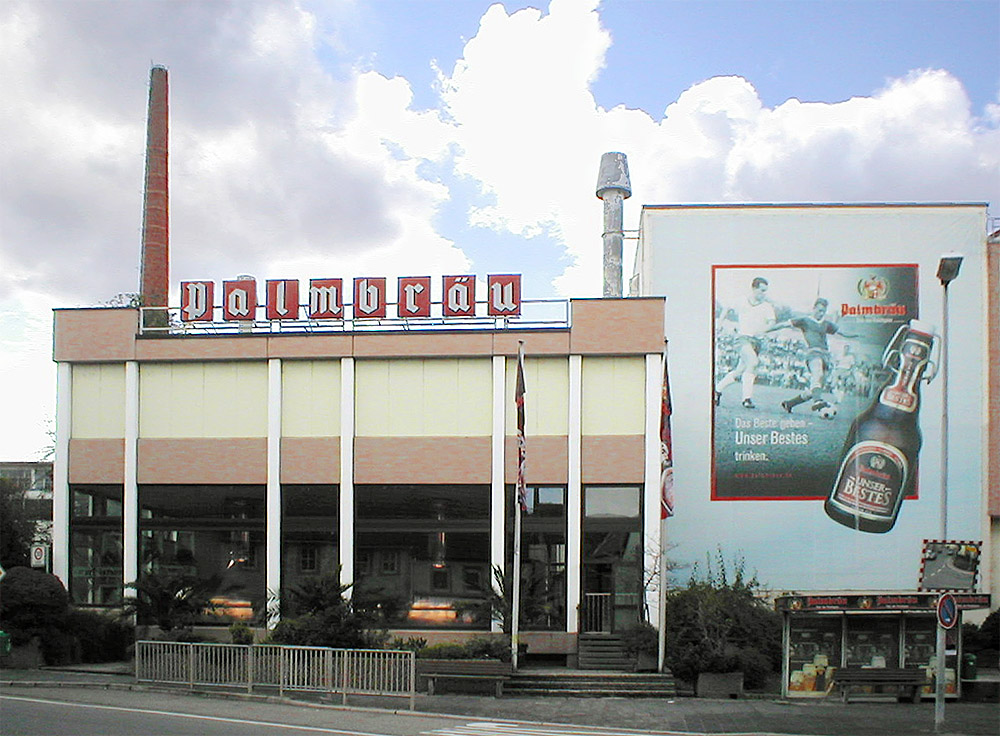
Palmbräu-Sudhaus in der Ortsmitte von Eppingen

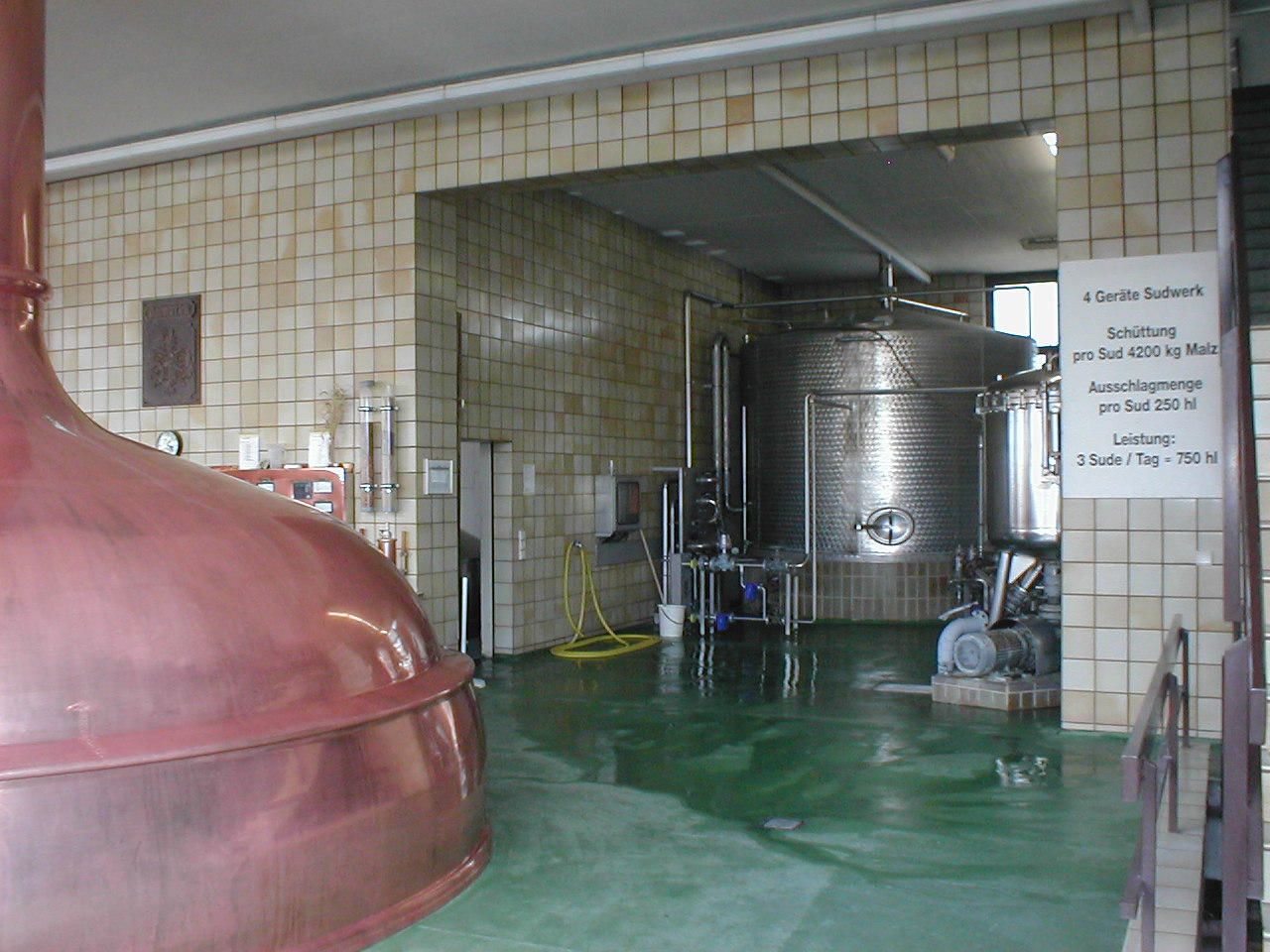
Blick ins Palmbräu-Sudhaus

Palmbräu Eppingen GmbH & Co. KG ist eine Brauerei in Eppingen im Landkreis Heilbronn in Baden-Württemberg. Sie gehört zur Scheidtweiler-Gruppe.

## Geschichte
Die Brauerei wurde 1835 von Jakob Zorn (1812–1882) in seiner Weinstube im badischen Eppingen gegründet. Unter seinem Sohn Franz Zorn (1839–1917) expandierte der Betrieb. Das Gasthaus war damals gut frequentiert, so dass an Sonntagen bis zu 1000 Liter Bier ausgeschenkt wurden. Franz Zorn war es auch, der Palmen aus Italien mitbrachte, das Gasthaus damit dekorierte und in Gasthaus zur Palme umbenannte, wovon dann auch der Name Palmbräu abgeleitet wurde. Die Hausbrauerei entwickelte sich in Familienhand, insbesondere unter den Nachfahren Emil und Reinhold Zorn, zu einem beachtlichen Großbetrieb, dessen Vertrieb schon 1970 in die meisten südwestdeutschen Großstädte erfolgte.
Palmbräu wurde unter anderem durch seine Spezialbiere bekannt, darunter das Starkbier Schwarzer Zornickel mit 8,5 Vol.-% Alkohol und das bis 2008 gebraute Spezialschankbier für das Unterländer Volksfest. Neben dem Pils Unser Bestes vertreibt das Unternehmen unter anderem außerdem Export- und Weizenbier sowie verschiedene Biermischgetränke. 2012 lag der Bierausstoß bei rund 30.000 hl. Durch die markante Lage des verglasten Sudhauses beim Rathaus von Eppingen ist das Firmengebäude vielen Besuchern der Stadt bekannt.
Die Brauerei bezieht ihre Rohstoffe, namentlich die Braugerste, von einer Erzeugergemeinschaft bestehend aus rund 500 Bauern aus dem Kraichgau, wodurch der Kraichgau zum bundesweit zweitgrößten zusammenhängenden Gebiet für kontrollierten, integrierten Braugersten-Anbau wurde.
Im Jahr 2002 musste Palmbräu Insolvenz anmelden, die Brauerei konnte jedoch durch eine anschließende Kooperation mit Weldebräu aus Plankstadt, die die Mehrheit an Palmbräu übernahm, als eigenständige Marke erhalten bleiben. Der Vertrieb wurde im Sommer 2008 in ein neues Unternehmen ausgelagert, die Palmbräu Eppingen GmbH im Besitz von Weldebräu. Produktion und Logistik verblieben bei der Zorn Söhne GmbH & Co. KG. Nach wirtschaftlichen Schwierigkeiten, die im September 2008 neben einem Personalabbau zur überraschenden Entlassung der Geschäftsführer Georg und Andreas Polster führten, stand Palmbräu seit November 2008 ein vorläufiger Insolvenzverwalter vor. Dieses Insolvenzverfahren konnte Ende 2020 mit einer Insolvenzquote von 70 % erfolgreich beendet werden.
Anfang April 2009 übernahm das Brauhaus Pforzheim von Wolfgang Scheidtweiler Grundstück, Immobilien, Inventar, Leergut und Vorräte der insolventen Brauerei sowie die Rechte an der Marke Palmbräu und führte den Braubetrieb in Eppingen fort. Als Kaufpreis für die Vermögenswerte und Markenrechte wurde rund 1,5 Millionen Euro vereinbart.
Die Brauerei ist Mitglied im Brauring, einer Kooperationsgesellschaft privater Brauereien aus Deutschland, Österreich und der Schweiz.
Palmbräu fördert den regionalen Sport. Seit Mitte der 1990er Jahre gibt es den Palmbräu-Cup, eine 2006 zum elften Mal ausgetragene Serie von Springreitturnieren. Ein gleichnamiges Fußballturnier fand 2012 zum siebten Mal statt.